# Уваров, Вячеслав Леонтьевич
Вячеслав Леонтьевич Уваров (30 января 1925, Ижевск — 7 сентября 2008, Коломна, Московская область) — советский конструктор вооружений.

## Биография
Окончил Ленинградское артиллерийское техническое училище (1944) и МВТУ им. Н. Э. Баумана (1952).
В 1942 году слесарь по ремонту станков на заводе № 279 МАП, г. Ижевск.
Участник войны, в 1944—1946 — старший артиллерийский техник дивизиона, 1-й Украинский фронт, Центральная группа войск.
С 1951 по 1991 год работал в КБ машиностроения (Коломна, сейчас — ОАО «НПК „КБМ“») в должностях от инженера до руководителя конструкторского отделения.
Участник создания переносных ракетных комплексов: зенитных («Стрела-2», «Стрела-2М», «Стрела-3», «Игла-1», «Игла»), противотанковых («Шмель», «Малютка», «Малютка-П», «Штурм»), тактических («Точка», «Точка-У») и оперативно-тактических («Ока», «Ока-У»).
Автор 71 изобретения.

## Награды и звания
Дважды лауреат Государственной премии СССР (1969, 1986).
Награждён орденами Красной Звезды (1945), Отечественной войны I степени, Ленина (1976), Октябрьской революции (1981), «Знак Почёта» (1966), медалями «За взятие Берлина», «За освобождение Праги», «За победу над Германией».